# FC Dinamo București în sezonul 1958-1959
Sezonul 1958-59 este al zecelea sezon pentru FC Dinamo București în Divizia A. Dinamo încheie campionatul pe locul doi, la un punct în urma campioanei Petrolul, dar își adjudecă în premieră Cupa României după un traseu de excepție, eliminând pe rând marile rivale UTA, CCA și Rapid. Astfel, Iuliu Baratky câștigă prima cupă ca antrenor, după patru trofee obținute ca jucător.
Începutul de sezon a fost zbuciumat după o ședință a FRF în care s-a decis ca Dinamo și alte două echipe să nu mai aibă voie să facă deplasări în străinătate. Apoi, conducătorii clubului au decis la rândul lor sancțiuni asupra jucătorilor, Călinoiu fiind suspendat un an, Nicolae Dumitru șase etape, Vasile Anghel cinci etape și portarul Uțu două etape. De asemenea, antrenorul Baratky a fost retrogradat pentru șase luni la categoria a doua.

## Rezultate
| Divizia A | Divizia A          | Divizia A                  | Divizia A | Divizia A |
| Etapa     | Data               | Adversar                   | Stadion   | Rezultat  |
| --------- | ------------------ | -------------------------- | --------- | --------- |
| 1         | 24 august 1958     | Steagul Roșu Orașul Stalin | acasă     | 6-0       |
| 2         | 31 august 1958     | Jiul Petroșani             | deplasare | 1-1       |
| 3         | 21 septembrie 1958 | Progresul București        | deplasare | 2-1       |
| 4         | 28 septembrie 1958 | Dinamo Bacău               | acasă     | 3-2       |
| 5         | 5 octombrie 1958   | UTA                        | deplasare | 2-1       |
| 6         | 12 octombrie 1958  | CCA București              | deplasare | 2-0       |
| 7         | 5 noiembrie 1958   | Știința Cluj               | acasă     | 1-0       |
| 8         | 9 noiembrie 1958   | Farul Constanța            | deplasare | 4-1       |
| 9         | 16 noiembrie 1958  | Rapid București            | acasă     | 2-3       |
| 10        | 19 noiembrie 1958  | Știința Timișoara          | acasă     | 4-1       |
| 11        | 23 noiembrie 1958  | Petrolul Ploiești          | deplasare | 1-3       |
| 12        | 15 martie 1959     | Steagul Roșu Orașul Stalin | deplasare | 2-3       |
| 13        | 22 martie 1959     | Jiul Petroșani             | acasă     | 2-1       |
| 14        | 29 martie 1959     | Progresul București        | acasă     | 0-1       |
| 15        | 5 aprilie 1959     | Dinamo Bacău               | deplasare | 1-1       |
| 16        | 3 mai 1959         | UTA                        | acasă     | 2-0       |
| 17        | 10 mai 1959        | CCA București              | acasă     | 0-1       |
| 18        | 17 mai 1959        | Știința Cluj               | deplasare | 1-1       |
| 19        | 24 mai 1959        | Farul Constanța            | acasă     | 1-1       |
| 20        | 31 mai 1959        | Rapid București            | deplasare | 3-2       |
| 21        | 7 iunie 1959       | Știința Timișoara          | deplasare | 5-3       |
| 22        | 10 iunie 1959      | Petrolul Ploiești          | acasă     | 2-0       |

| Cupa României | Cupa României  | Cupa României     | Cupa României | Cupa României |
| Etapa         | Data           | Adversar          | Stadion       | Rezultat      |
| ------------- | -------------- | ----------------- | ------------- | ------------- |
| șaisprezecimi | 8 martie 1959  | Rafinăria Câmpina | Ploiești      | 4-0           |
| optimi        | 1 aprilie 1959 | UTA               | Sibiu         | 1-0           |
| sferturi      | 20 mai 1959    | CCA București     | București     | 3-1           |
| semifinale    | 3 iunie 1959   | Rapid București   | București     | 5-3           |
| finala        | 14 iunie 1959  | CSM Baia Mare     | București     | 4-0           |

| Câștigătorii Cupei României, ediția 1958-59 |
| ------------------------------------------- |
| Dinamo București Primul Trofeu              |

| Legendă    |
| ---------- |
| victorie   |
| egal       |
| înfrângere |

## Finala Cupei României
| 14 iunie 1959 | Dinamo București                                                             | 4 – 0 | CSM Baia Mare | Stadionul 23 August, București Spectatori: 45.000 Arbitru: Mihai Popa (București) |
| 14 iunie 1959 | Iosif Szakacs 30' Vasile Anghel 57' Iosif Varga 80' Iosif Szakacs 80' (pen.) |       |               | Stadionul 23 August, București Spectatori: 45.000 Arbitru: Mihai Popa (București) |

| DINAMO:       |                  |
|               |                  |
| P             | Iuliu Uțu        |
| F             | Cornel Popa      |
| F             | Valeriu Călinoiu |
| F             | Nicolae Panait   |
| M             | Ion Nunweiller   |
| M             | Vasile Alexandru |
| A             | Iosif Varga      |
| A             | Vasile Anghel    |
| A             | Iosif Szakacs    |
| A             | Alexandru Ene    |
| A             | Ladislau Köszegi |
| Antrenor:     |                  |
| Iuliu Baratky |                  |

| CSM BAIA MARE:         |                   |
|                        |                   |
| P                      | Solomon Vlad      |
| F                      | Victor Mălăieru   |
| F                      | Iosif Gergely     |
| F                      | Dumitru Vasilescu |
| M                      | Laszlo Gergely    |
| M                      | Adalbert Feher    |
| A                      | Elemer Sulyok     |
| A                      | Horzsa            |
| A                      | Ernestin Drăgan   |
| A                      | Ladislau Vlad     |
| A                      | Vasile Rusu       |
| Antrenor:              |                   |
| Constantin Woronkowski |                   |

## Transferuri
Principalele transferuri efectuate de Dinamo înaintea sezonului: Iosif Varga (CS Târgu Mureș), Iosif Bukossy (CCA), Iosif Szakacs. Au plecat Valentin Neagu (Progresul), Petre Babone (Petrolul), Iosif Lazăr și Florin Anghel (Dinamo Bacău).